# سفره‌ماهی غول‌پیکر اقیانوسی

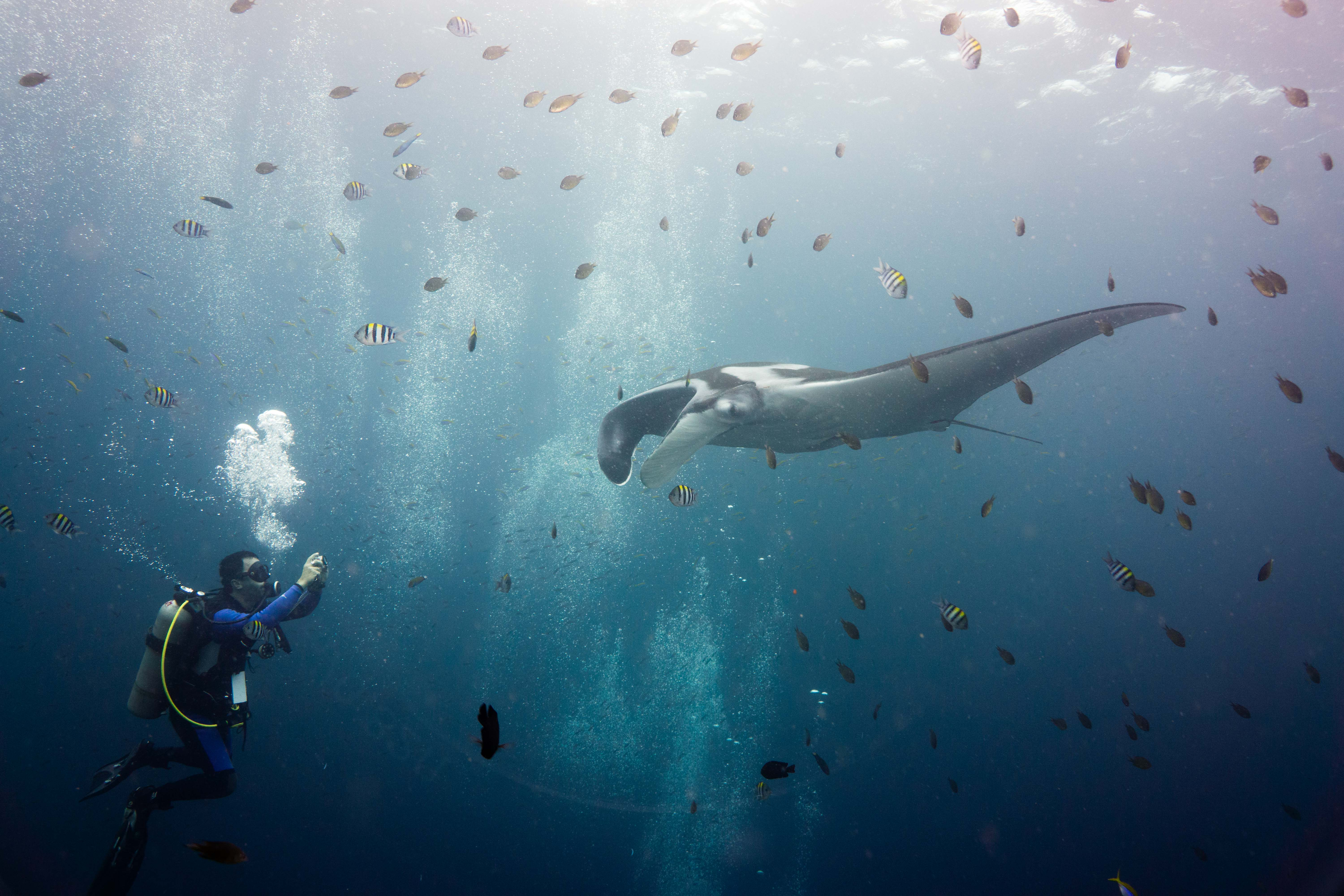
نگاره‌ای از یک سفره‌ماهی غول‌پیکر اقیانوسی در پارک ملی موکو فی‌فی در استان کرابی، تایلند.

سُفره‌ماهی غول‌پیکر اقیانوسی (نام علمی: Manta birostris) نام یک گونه از سرده سفره‌ماهی دیو است.